# Далёкие мечты
«Далёкие мечты́» (англ. Promised Land) — драма 1987 года режиссёра и сценариста Майкла Хоффмана с Кифером Сазерлендом и Мег Райан в главных ролях.

## Сюжет
Спустя два года после окончания школы двое старых друзей встречаются в родном городе. Их мечты о будущем остаются лишь мечтами. Дэйви (Джейсон Гедрик), красавец и лучший баскетболист школы, стал полицейским и живёт со своей девушкой, чирлидершей Мэри (Трэйси Поллан), а его друг Дэнни (Кифер Сазерленд) так ничего и не достиг, зато обзавелся женой — наркоманкой и проституткой Бэв (Мег Райан), втянувшей его в нехорошие дела, которые повлекут за собой неожиданные последствия.

## В ролях
| Актёр           | Роль                           |
| --------------- | ------------------------------ |
| Джейсон Гедрик  | Дэйви Хэнкок                   |
| Трэйси Поллан   | Мэри Дэйли девушка Дэйви       |
| Кифер Сазерленд | Дэнни Риверс друг Дэйви        |
| Мег Райан       | Беверли «Бэв» Сайкс жена Дэнни |
| Гуги Гресс      | Бэйнс                          |
| Дебора Рихтер   | Пэмми                          |
| Оскар Роуленд   | мистер Риверс                  |
| Сандра Сикэт    | миссис Риверс                  |
| Джей Андервуд   | Сайкл Кэй Клерк                |
| Герта Уэр       | миссис Хиггинс                 |
| Уолт Логан Филд | тренер                         |